# Johann Riebling
Johann Riebling, auch Johannes Riebling (* 1494 in Hamburg; † 25. November 1554 in Parchim) war ein evangelischer Theologe und Reformator.

## Leben
Herkunft und Kindheit liegen im Dunkeln. Er studierte an der Universität Wittenberg. 1529 trat er als Prediger an der Katharinenkirche in Braunschweig hervor. „Der erste mecklenburgische Superintendent Johannes Riebling habe im Jahre 1539 die Hostien dem ersten evangelischen Prediger Faustinus Labes gereicht und dieser sie ´mit gebührender Andacht` genossen.“
Herzog Heinrich von Mecklenburg lernte ihn dort kennen und berief ihn 1540 als ersten Superintendenten seines Landesteils nach Parchim. Dort stellte er eine Kirchenordnung auf, für die er die niederdeutsche Übersetzung der Brandenburgischen-Nürnbergischen Kirchenordnung von 1533 verwendete. Gleichzeitig gab er auch eine Agende „Ordeninge der Misse“ heraus.
Als praktischer Kirchenmann setzte er sich auch für die Visitationen von 1535 und 1540/41 ein, bei denen die wirtschaftlichen Grundlagen des Kirchenwesens gesichert wurden. Darüber liegt ein Protokoll vor. Ebenso war er bestrebt, den Gottesdienst einheitlich zu gestalten. Dazu hielt er Predigersynoden ab. Da ein Drittel der Bevölkerung noch der alten Kirche anhing, ging der Kampf um die Reformation weiter.
Unter dem neuen Herzog Johann Albrecht, der entschiedener auftrat, verfasste Riebling 1552 eine neue Kirchenordnung, die der Rostocker Professor Johannes Aurifaber (Vratislaviensis) Philipp Melanchthon vorlegte und die dieser ergänzte. Sie enthielt in der Druckausgabe als ersten Teil sein „Examen ordinandorum“; der zweite Teil enthielt die Beschreibung der kirchlichen Ämter und Ordnungen. Nach dieser Kirchenordnung visitierte Riebling gemeinsam mit dem Güstrower Propst Gerd Omeken und Aurifaber. Es war Rieblings letztes Werk. Sein Wirken war für die Evangelische Kirche Mecklenburgs maßgebend.